# Warrior Cats
Warrior Cats (Engels: Warriors) is een Engelstalige boekenserie. Het schrijverscollectief van deze serie noemt zich Erin Hunter. Het eerste deel kwam op 21 januari 2003 uit in het Verenigd Koninkrijk en in de Verenigde Staten. Series 1 tot en met 8 bestaan telkens uit zes delen. Erin Hunter is nu bezig aan de negende serie (Changing Skies). In de Verenigde Staten zijn er ondertussen al acht 'gewone' series uitgebracht (The Prophecies Begin, The New Prophecy, Power of Three, Omen of the Stars, Dawn of the Clans, A Vision of Shadows, The Broken Code en A Starless Clan), 10 graphic novel reeksen (Tigerstar & Sasha, Graystripe's Adventure, Ravenpaw's Path, The Rise of Scourge, SkyClan and the Stanger, A Shadow in RiverClan, Winds of Change, Exile From Shadowclan, A Thief in Thunderclan en The Prophecies Begin) en vier 'extra' series (de Super Editions, de Novellas, de Field Guides en de Short Stories). De serie is inmiddels naar 37 talen vertaald.

## Overzicht

### Serie 0 'Dawn of the Clans / Het Ontstaan van de Clans'
| Nr. | Originele titel (datum van uitgave) | Nederlandse titel (datum van uitgave) |
| --- | ----------------------------------- | ------------------------------------- |
| 1   | The Sun Trail (5 maart 2013)        | Het Zonnepad (3 december 2019)        |
| 2   | Thunder Rising (5 november 2013)    | Donderwolken (19 mei 2020)            |
| 3   | The First Battle (8 april 2014)     | Het Eerste Gevecht (15 juli 2020)     |
| 4   | The Blazing Star (4 november 2014)  | De Vlammende Ster (19 november 2020)  |
| 5   | A Forest Divided (7 april 2015)     | Het Verscheurde Woud (19 april 2021)  |
| 6   | Path of Stars (1 september 2015)    | Pad van de Sterren (27 juli 2021)     |

### Serie 1 'Original Arc (The Prophecies Begin) / Originele Serie'
| Nr. | Originele titel (datum van uitgave) | Nederlandse titel (datum van uitgave) |
| --- | ----------------------------------- | ------------------------------------- |
| 1   | Into the Wild (21 januari 2003)     | De Wildernis In (16 mei 2009)         |
| 2   | Fire and Ice (27 mei 2003)          | Water en Vuur (1 april 2010)          |
| 3   | Forest of Secrets (14 oktober 2003) | Geheimen (1 juni 2010)                |
| 4   | Rising Storm (6 januari 2004)       | Voor de Storm (1 december 2010)       |
| 5   | A Dangerous Path (1 juni 2004)      | Gevaar! (4 april 2011)                |
| 6   | The Darkest Hour (5 oktober 2004)   | Vuurproef (18 november 2011)          |

### Serie 2 'The New Prophecy / De Nieuwe Profetie'
| Nr. | Originele titel (datum van uitgave) | Nederlandse titel (datum van uitgave) |
| --- | ----------------------------------- | ------------------------------------- |
| 1   | Midnight (10 mei 2005)              | Middernacht (23 augustus 2012)        |
| 2   | Moonrise (2 augustus 2005)          | Maannacht (9 december 2012)           |
| 3   | Dawn (27 december 2005)             | Dageraad (16 juli 2013)               |
| 4   | Starlight (4 april 2006)            | Sterrenlicht (19 januari 2014)        |
| 5   | Twilight (22 augustus 2006)         | Schemering (17 juli 2014)             |
| 6   | Sunset (26 december 2006)           | Zonsondergang (20 januari 2015)       |

### Serie 3 'Power of Three / De Macht van Drie'
| Nr. | Originele titel (datum van uitgave) | Nederlandse titel (datum van uitgave) |
| --- | ----------------------------------- | ------------------------------------- |
| 1   | The Sight (24 april 2007)           | Het Tweede Gezicht (20 juni 2015)     |
| 2   | Dark River (26 december 2007)       | Duistere Rivier (7 december 2015)     |
| 3   | Outcast (22 april 2008)             | Verbannen (29 maart 2016)             |
| 4   | Eclipse (2 september 2008)          | Eclips (20 juli 2016)                 |
| 5   | Long Shadows (25 november 2008)     | Lange Schaduwen (20 februari 2017)    |
| 6   | Sunrise (21 april 2009)             | Zonsopgang (5 juli 2017)              |

### Serie 4 'Omen of the Stars / Teken van de Sterren'
| Nr. | Originele titel (datum van uitgave)      | Nederlandse titel (datum van uitgave) |
| --- | ---------------------------------------- | ------------------------------------- |
| 1   | The Fourth Apprentice (24 november 2009) | De Vierde Leerling (1 december 2017)  |
| 2   | Fading Echoes (23 maart 2010)            | Echo in de Verte (27 april 2018)      |
| 3   | Night Whispers (23 november 2010)        | Stemmen van de Nacht (20 juli 2018)   |
| 4   | Sign of the Moon (5 april 2011)          | Spoor van de Maan (22 november 2018)  |
| 5   | The Forgotten Warrior (22 november 2011) | De Vermiste Krijger (2 april 2019)    |
| 6   | The Last Hope (3 april 2012)             | De Laatste Hoop (25 september 2019)   |

### Serie 5 'A Vision of Shadows'/ Een visioen van schaduwen
| Nr. | Originele titel (datum van uitgave)    | Nederlandse titel (datum van uitgave) |
| --- | -------------------------------------- | ------------------------------------- |
| 1   | The Apprentice's Quest (15 maart 2016) | Missie van de leerling (1 april 2022) |
| 2   | Thunder and Shadow (6 september 2016)  | Donder en schaduw (26 juli 2022)      |
| 3   | Shattered Sky (11 april 2017)          | Versplinterde hemel (30 maart 2023)   |
| 4   | Darkest Night (7 november 2017)        | Donkere nacht (11 augustus 2023)      |
| 5   | River of Fire (10 april 2018)          | Rivier van Vuur (1 maart 2024)        |
| 6   | The Raging Storm (6 november 2018)     | De Razende Storm (17 juli 2024)       |

### Serie 6 'The Broken Code'/ De Gebroken krijgscode
| Nr. | Originele titel (datum van uitgave)   | Nederlandse titel (datum van uitgave) |
| --- | ------------------------------------- | ------------------------------------- |
| 1   | Lost Stars (9 april 2019)             | Onbekend (-)                          |
| 2   | The Silent Thaw (29 oktober 2019)     | Onbekend (-)                          |
| 3   | Veil of Shadows (7 april 2020)        | Onbekend (-)                          |
| 4   | Darkness Within (10 november 2020)    | Onbekend (-)                          |
| 5   | The Place of No Stars (6 april 2021)  | Onbekend (-)                          |
| 6   | A Light in the Mist (9 november 2021) | Onbekend (-)                          |

### Serie 7 'A Starless Clan'/ Een Sterrenloze Clan
| Nr. | Originele titel (datum van uitgave) | Nederlandse titel (datum van uitgave) |
| --- | ----------------------------------- | ------------------------------------- |
| 1   | River (5 april 2022)                | Onbekend (-)                          |
| 2   | Sky (1 november 2022)               | Onbekend (-)                          |
| 3   | Shadow (4 april 2023)               | Onbekend (-)                          |
| 4   | Thunder (7 november 2023)           | Onbekend (-)                          |
| 5   | Wind (2 april 2024)                 | Onbekend (-)                          |
| 6   | Star (5 november 2024)              | Onbekend (-)                          |

### Serie 8 'Changing Skies' /
| Nr. | Originele titel (datum van uitgave) | Nederlandse titel (datum van uitgave) |
| --- | ----------------------------------- | ------------------------------------- |
| 1   | The Elders' Quest (7 januari 2025)  | Onbekend (-)                          |
| 2   | Hidden Moon (4 november 2025)       | Onbekend (-)                          |
| 3   | Chasing Shadows (31 maart 2026)     | Onbekend (-)                          |
| 4   | Onbekend (-)                        | Onbekend (-)                          |
| 5   | Onbekend (-)                        | Onbekend (-)                          |
| 6   | Onbekend (-)                        | Onbekend (-)                          |

### Super Editions / Super Edities
| Originele titel (datum van uitgave)      | Nederlandse titel (datum van uitgave)        |
| ---------------------------------------- | -------------------------------------------- |
| Firestar's Quest (21 augustus 2007)      | Vuursters Missie (21 november 2016)          |
| Bluestar's Prophecy (28 juli 2009)       | Blauwsters Voorspelling (16 oktober 2017)    |
| SkyClan's Destiny (3 augustus 2010)      | Terugkeer van de Hemelclan (12 oktober 2018) |
| Crookedstar's Promise (5 juli 2011)      | Kromsters Belofte (21 oktober 2020)          |
| Yellowfang's Secret (9 oktober 2012)     | Geeltands Geheim (5 juli 2019)               |
| Tallstar's Revenge (2 juli 2013)         | Langstaarts Wraak (25 oktober 2021)          |
| Bramblestar's Storm (26 augustus 2014)   | Braamsters Beproeving (25 november 2022)     |
| Mothflight's Vision (3 november 2015)    | Motvluchts Visioen (16 november 2023)        |
| Hawkwing's Journey (1 november 2016)     | Havikvleugels Reis (6 december 2024)         |
| Tigerheart's Shadow (5 september 2017)   | Tijgerharts Schaduw (8 april 2025)           |
| Crowfeather's Trial (4 september 2018)   | Kraaiveders Keuze (1 november 2025)          |
| Squirrelflight's hope (3 september 2019) | Onbekend (-)                                 |
| Graystripe's Vow (1 september 2020)      | Onbekend (-)                                 |
| Leopardstar's Honor (7 september 2021)   | Onbekend (-)                                 |
| Onestar's Confession (6 september 2022)  | Onbekend (-)                                 |
| Riverstar's Home (5 september 2023)      | Onbekend (-)                                 |
| Ivypool's Heart (3 september 2024)       | Onbekend (-)                                 |
| Stormclan's Folly (8 augustus 2025)      | Onbekend (-)                                 |
| Darktail's Judgement (Fall 2026)         | Onbekend (-)                                 |

### Field Guides / Veldgidsen
| Originele titel (datum van uitgave)                                | Nederlandse titel (datum van uitgave)  |
| ------------------------------------------------------------------ | -------------------------------------- |
| Secrets of the Clans (29 mei 2007)                                 | De Wereld van de Clans (18 maart 2019) |
| Cats of the Clans (24 juni 2008)                                   | Onbekend (-)                           |
| Code of the Clans (9 juni 2009)                                    | De Krijgscode (25 februari 2021)       |
| Battles of the Clans (1 juni 2010)                                 | De Oorlogen van de Clans (1 mei 2020)  |
| Enter the Clans (26 juni 2012)                                     | Onbekend (-)                           |
| The Warriors Guide (8 augustus 2012)                               | Onbekend (-)                           |
| The Ultimate Guide (5 november 2013)                               | Onbekend (-)                           |
| The Ultimate Guide: Updated and Expanded Edition (31 oktober 2023) | Onbekend (-)                           |

### Graphic Novels / Stripverhalen
| Originele titel (datum van uitgave)                                 | Nederlandse titel (datum van uitgave)      |
| ------------------------------------------------------------------- | ------------------------------------------ |
| Graystripe's Adventure: The Lost Warrior (24 april 2007)            | De verloren krijger (29 mei 2024)          |
| Graystripe's Adventure: Warrior's Refuge (26 december 2007)         | Toevluchtsoord voor krijgers (29 mei 2024) |
| Graystripe's Adventure: Warrior's Return (22 april 2008)            | De terugkomst van de krijger (29 mei 2024) |
| Graystripe's Adventure: Full Colour (8 augustus 2017)               | Onbekend (-)                               |
| The Rise of Scourge (24 juni 2008)                                  | Onbekend (-)                               |
| Tigerstar and Sasha: Into the Woods (2 september 2008)              | Naar het woud (5 mei 2025)                 |
| Tigerstar and Sasha: Escape from the Forest (23 december 2008)      | Ontsnapping uit het bos (5 mei 2025)       |
| Tigerstar and Sasha: Return to the Clans (9 juni 2009)              | Terug naar de Clans (5 mei 2025)           |
| Ravenpaw's Path: Shattered Peace (24 november 2009)                 | Onbekend (-)                               |
| Ravenpaw's Path: A Clan in Need (23 maart 2010)                     | Onbekend (-)                               |
| Ravenpaw's Path: The Heart of a Warrior (3 augustus 2010)           | Onbekend (-)                               |
| Ravenpaw's Path: Full Colour (26 juni 2018)                         | Onbekend (-)                               |
| SkyClan and the Stranger: The Rescue (5 juli 2011)                  | Onbekend (-)                               |
| SkyClan and the Stranger: Beyond the Code (22 november 2011)        | Onbekend (-)                               |
| SkyClan and the Stranger: After the Flood (3 april 2012)            | Onbekend (-)                               |
| SkyClan and the Stranger: Full Colour (28 mei 2019)                 | Onbekend (-)                               |
| A Shadow in RiverClan (2 juni 2020)                                 | Onbekend (-)                               |
| Winds of Change (1 juni 2021)                                       | Onbekend (-)                               |
| Exile from ShadowClan (7 juni 2022)                                 | Onbekend (-)                               |
| A Thief in ThunderClan (6 juni 2023)                                | Onbekend (-)                               |
| The Rise of Scourge: Full Colour (12 maart 2024)                    | Onbekend (-)                               |
| Warriors Graphic Novel: The Prophecies Begin #1 (16 juli 2024)      | Onbekend (-)                               |
| Warriors Graphic Novel: The Prophecies Begin #2 (8 april 2025)      | Onbekend (-)                               |
| Warriors Graphic Novel: The Prophecies Begin #3 (30 september 2025) | Onbekend (-)                               |
| Warriors Graphic Novel: The New Prophecy #1 (-)                     | Onbekend (-)                               |

### Warriors Novellas / Mini Avonturen
| Originele titel (datum van uitgave)     | Nederlandse titel (datum van uitgave) |
| --------------------------------------- | ------------------------------------- |
| Hollyleaf's Story (13 maart 2012)       | onbekend (-)                          |
| Mistystar's Omen (11 september 2012)    | Miststers Voorteken (1 april 2021)    |
| Cloudstar's Journey (29 januari 2013)   | Wolksters Reis (15 november 2018)     |
| Tigerclaw's Fury (28 januari 2014)      | Tijgerklauws Woede (5 juni 2019)      |
| Leafpool's Wish (22 april 2014)         | Loofpoels Wens (6 december 2021)      |
| Dovewing's Silence (4 november 2014)    | Duifvleugels Stilte (10 mei 2022)     |
| Mapleshade's Vengeance (24 maart 2015)  | Onbekend (-)                          |
| Goosefeather's Curse (1 september 2015) | Gansveders Vloek (15 oktober 2019)    |
| Ravenpaw's Farewell (26 januari 2016)   | Onbekend (-)                          |
| Spottedleaf's Heart (11 april 2017)     | Spikkelblads Hart (27 maart 2020)     |
| Pinestar's Choice (11 april 2017)       | Onbekend (-)                          |
| Thunderstar's Echo (11 april 2017)      | Onbekend (-)                          |
| Redtail's Debt (9 april 2019)           | Roodstaarts Schuld (25 juni 2020)     |
| Tawnypelt's Clan (9 april 2019)         | Onbekend (-)                          |
| Shadowstar's Life (9 april 2019)        | Onbekend (-)                          |
| Pebbleshine's Kits (7 april 2020)       | Onbekend (-)                          |
| Tree's Roots (7 april 2020)             | Onbekend (-)                          |
| Mothwing's Secret (7 april 2020)        | Onbekend (-)                          |
| Daisy's Kin (6 april 2021)              | Onbekend (-)                          |
| Blackfoot's Reckoning (6 april 2021)    | Onbekend (-)                          |
| Spotfur's Rebellion (6 april 2021)      | Onbekend (-)                          |

### Short Stories / Kleine verhalen[41][42]
| Originele titel (datum van uitgave)                 | Nederlandse titel (datum van uitgave) |
| --------------------------------------------------- | ------------------------------------- |
| Beyond the Code: Brightspirit's Mercy (8 juli 2009) | Onbekend (-)                          |
| The Clans Decide (8 juli 2009)                      | Onbekend (-)                          |
| Spottedleaf's Honest Answer (8 juli 2009)           | Onbekend (-)                          |
| After Sunset: We Need to Talk (8 juli 2009)         | Onbekend (-)                          |
| After Sunset: The Right Choice? (30 juni 2011)      | Onbekend (-)                          |
| The Elders' Concern (30 juni 2011)                  | Onbekend (-)                          |
| The Death of Bright Stream (30 juni 2011)           | Onbekend (-)                          |
| The Longest Night (18 december 2015)                | Onbekend (-)                          |
| A Fear of Fire (15 december 2021)                   | Onbekend (-)                          |
| Non-canon / deels geschreven door fans              |                                       |
| The Disappearing Herbs (11 November 2021)           | Onbekend (-)                          |
| The Hidden Prophecy (1 December 2022)               | Onbekend (-)                          |
| Beyond the Fence (9 November 2023)                  | Onbekend (-)                          |

## Chronologische volgorde

### Chronologische volgorde[55]
| Originele titel                             | Nederlandse titel                                      |
| ------------------------------------------- | ------------------------------------------------------ |
| Dawn of the Clans 1: The Sun Trail          | Het Ontstaan van de Clans 1: Het Zonnepad              |
| The Death of Bright Stream                  | Onbekend                                               |
| Dawn of the Clans 2: Thunder Rising         | Het Ontstaan van de Clans 2: Donderwolken              |
| Dawn of the Clans 3: The First Battle       | Het Ontstaan van de Clans 3: Het Eerste Gevecht        |
| Dawn of the Clans 4: The Blazing Star       | Het Ontstaan van de Clans 4: De Vlammende Ster         |
| Dawn of the Clans 5: A Forest Divided       | Het Ontstaan van de Clans 5: Het Verscheurde Woud      |
| Dawn of the Clans 6: Path of Stars          | Het Ontstaan van de Clans 6: Pad van de Sterren        |
| Moth Flight's Vision                        | Motvluchts visioen                                     |
| Riverstar's Home                            | Onbekend                                               |
| Thunderstar's Echo                          | Onbekend                                               |
| Shadowstar's Life                           | Onbekend                                               |
| Cloudstar's Journey                         | Wolksters Reis                                         |
| Mapleshade's Vengeance                      | Onbekend                                               |
| Pinestar's Choice                           | Onbekend                                               |
| Goosefeather's Curse                        | Gansveders Vloek                                       |
| Tallstar's Revenge                          | Langstaarts Wraak                                      |
| Yellowfang's Secret                         | Geeltands Geheim                                       |
| Crookedstar's Promise                       | Kromsters Belofte                                      |
| Bluestar's Prophecy                         | Blauwsters Voorspelling                                |
| Spottedleaf's Heart                         | Spikkelblads Hart                                      |
| The Rise of Scourge                         | Onbekend                                               |
| Redtail's Debt                              | Roodstaarts Schuld                                     |
| Onestar's Confession                        | Onbekend                                               |
| Leopardstar's Honor                         | Onbekend                                               |
| Exile From Shadowclan                       | Onbekend                                               |
| A Fear of Fire                              | Onbekend                                               |
| The Prophecies Begin 1: Into the Wild       | Originele Serie 1: De Wildernis In                     |
| The Prophecies Begin 2: Fire and Ice        | Originele Serie 2: Water en Vuur                       |
| The Prophecies Begin 3: Secrets             | Originele Serie 3: Geheimen                            |
| The Elder's Concern                         | Onbekend                                               |
| Tigerclaw's Fury                            | Tijgerklauws Woede                                     |
| The Prophecies Begin 4: Rising Storm        | Originele Serie 4: Voor de Storm                       |
| The Prophecies Begin 5: A Dangerous Path    | Originele Serie 5: Gevaar!                             |
| Tigerstar & Sasha 1: Into the Woods         | Tijgerster & Sasha 1: Naar het woud                    |
| Tigerstar & Sasha 2: Escape from the Forest | Tijgerster & Sasha 2: Ontsnapping uit het bos          |
| The Prophecies Begin 6: The Darkest Hour    | Originele Serie 6: Vuurproef                           |
| Blackfoot's Reckoning                       | Onbekend                                               |
| Firestar's Quest                            | Vuursters missie                                       |
| A Thief in Thunderclan                      | Onbekend                                               |
| Tigerstar & Sasha 3: Return to the Clans    | Tijgerster & Sasha 3: Terug naar de Clans              |
| A Shadow in Riverclan                       | Onbekend                                               |
| Ravenpaw's Path 1: Shattered Peace          | Onbekend                                               |
| Ravenpaw's Path 2: A Clan in Need           | Onbekend                                               |
| Ravenpaw's Path 3: The Heart of a Warrior   | Onbekend                                               |
| SkyClan's Destiny                           | De Terugkeer van de Hemelclan                          |
| Spottedleaf's Honest Answer                 | Onbekend                                               |
| The New Prophecy 1: Midnight                | De Nieuwe Profetie 1: Middernacht                      |
| The New Prophecy 2: Moonrise                | De Nieuwe Profetie 2: Maannacht                        |
| The New Prophecy 3: Dawn                    | De Nieuwe Profetie 3: Dageraad                         |
| The New Prophecy 4: Starlight               | De Nieuwe Profetie 4: Sterrenlicht                     |
| Winds of Change                             | Onbekend                                               |
| Graystripe's Adventure 1: The Lost Warrior  | Grijsstreeps Terugkeer 1: De Verloren Krijger          |
| The New Prophecy 5: Twilight                | De Nieuwe Profetie 5: Schemering                       |
| The New Prophecy 6: Sunset                  | De Nieuwe Profetie 6: Zonsondergang                    |
| After Sunset: The Right Choice?             | Onbekend                                               |
| After Sunset: We Need to Talk               | Onbekend                                               |
| Leafpool's Wish                             | Loofpoels Wens                                         |
| Graystripe's Adventure 2: Warrior's Refugee | Grijsstreeps Terugkeer 2: Toevluchtsoord Voor Krijgers |
| Graystripe's Adventure 3: Warrior's Return  | Grijsstreeps Terugkeer 3: De Terugkomst Van De Krijger |
| Power of Three 1: The Sight                 | De Macht van Drie 1: Het Tweede Gezicht                |
| Power of Three 2: Dark River                | De Macht van Drie 2: Duistere Rivier                   |
| Power of Three 3: Outcast                   | De macht van Drie 3: Verbannen                         |
| Skyclan and the Stranger 1: The Rescue      | Onbekend                                               |
| Skyclan and the Stranger 2: Beyond the Code | Onbekend                                               |
| Skyclan and the Stranger 3: After the Flood | Onbekend                                               |
| Power of Three 4: Eclipse                   | De Macht van Drie 4: Eclips                            |
| Brightspirit's Mercy                        | Onbekend                                               |
| Power of Three 5: Long Shadows              | De Macht van Drie 5: Lange schaduwen                   |
| The Clans Decide                            | Onbekend                                               |
| Power of Three 6: Sunrise                   | De Macht van Drie 6: Zonsopgang                        |
| Hollyleaf's Story                           | Onbekend                                               |
| Omen of the Stars 1: The Fourth Apprentice  | Teken van de Sterren 1: De Vierde Leerling             |
| Mistystar's Omen                            | Miststers Voorteken                                    |
| Omen of the Stars 2: Fading Echoes          | Teken van de Sterren 2: Echo in de Verte               |
| Omen of the Stars 3: Night Whispers         | Teken van de Sterren 3: Stemmen van de Nacht           |
| Omen of the Stars 4: Sign of the Moon       | Teken van de Sterren 4: Spoor van de Maan              |
| Omen of the Stars 5: The Forgotten Warrior  | Teken van de sterren 5: De Vermiste Krijger            |
| Ravenpaw's Farewell                         | Onbekend                                               |
| Omen of the Stars 6: The Last Hope          | Teken van de Sterren 6: De Laatste Hoop                |
| Mothwing's Secret                           | Onbekend                                               |
| Dovewing's Silence                          | Duifvleugels stilte                                    |
| Crowfeather's Trial                         | Kraaiveders keuze                                      |
| Bramblestar's Storm                         | Braamsters Beproeving                                  |
| Tree's Roots                                | Onbekend                                               |
| Hawkwing's Journey                          | Havikvleugels Reis                                     |
| Pebbleshine's Kits                          | Onbekend                                               |
| A Vision of Shadows 1: The Apprentice Quest | Een Visioen van Schaduwen 1: Missie van de Leerling    |
| A Vision of Shadows 2: Thunder and Shadow   | Een Visioen van Schaduwen 2: Donder en Schaduw         |
| A Vision of Shadows 3: Shattered Sky        | Een Visioen van Schaduwen 3: Versplinterde Hemel       |
| A Vision of Shadows 4: Darkest Night        | Een Visioen van Schaduwen 4: Donkere Nacht             |
| Tigerheart's Shadow                         | Tijgerharts Schaduw                                    |
| Tawnypelt's Clan                            | Onbekend                                               |
| A Vision of Shadows 5: River of Fire        | Een Visioen van Schaduwen 5: Rivier van Vuur           |
| A Vision of Shadows 6: The Raging Storm     | Een Visioen van Schaduwen 6: De Razende Storm          |
| Squirrelflight's Hope                       | Onbekend                                               |
| The Broken Code 1: Lost Stars               | Onbekend                                               |
| The Broken Code 2: The Silent Thaw          | Onbekend                                               |
| The Broken Code 3: Veil of Shadows          | Onbekend                                               |
| Spotfur's Rebellion                         | Onbekend                                               |
| The Broken Code 4: Darkness Within          | Onbekend                                               |
| Daisy's Kin                                 | Onbekend                                               |
| Graystripe's Vow                            | Onbekend                                               |
| The Broken Code 5: The Place of No Stars    | Onbekend                                               |
| The Broken Code 6: A Light in the Mist      | Onbekend                                               |
| A Starless Clan 1: River                    | Onbekend                                               |
| A Starless Clan 2: Sky                      | Onbekend                                               |
| A Starless Clan 3: Shadow                   | Onbekend                                               |
| A Starless Clan 4: Thunder                  | Onbekend                                               |
| A Starless Clan 5: Wind                     | Onbekend                                               |
| A Starless Clan 6: Star                     | Onbekend                                               |
| Ivypool's Heart                             | Onbekend                                               |
| Changing Skies 1: The Elder's Quest         | Onbekend                                               |
| Changing Skies 2: Hidden Moon               | Onbekend                                               |
| Changing Skies 3: Chasing Shadows           | Onbekend                                               |

## Originele reeks

### Deel 1
De serie gaat over een poesiepoes (woord in de reeks voor huiskat) met de naam Rufus. Hij woont tegenover het bos. Op een avond krijgt hij een droom waarin hij in het bos op een muis jaagt. De volgende dag gaat hij het bos in en ontdekt daar de wilde boskatten. Van de leidster, Blauwster, mag hij zich aansluiten bij de Donderclan. In het bos past de naam Rufus niet meer, dus wordt hij als leerling Vuurpoot genoemd. Hij wordt beste vrienden met de andere leerling Grijspoot. Samen beleven ze spannende avonturen en vechten ze zij aan zij in gevechten met andere clans. Aan het eind van deel 1 worden beide leerlingen bevordert tot krijgers: Vuurhart en Grijsstreep.

### Deel 2
Er zijn in het bos drie clans: de Schaduwclan, Rivierclan en natuurlijk de Donderclan waar Vuurhart bij hoort. Er was eerst nog een clan, de Windclan. Die is echter verdreven uit het woud door de Schaduwclan. Vuurhart gaat op weg om de Windclan te zoeken en terug te brengen om de balans in het woud te herstellen. Hij helpt hen weer terug te komen, maar ontdekt dat de Schaduwclan misschien niet de grootste bedreiging is in het bos... Misschien komt het grootste gevaar wel uit zijn eigen clan.

### Deel 3
De Windclan is weer terug, maar tot verrassing van Vuurhart lijken ze helemaal vergeten te zijn dat ze door hem zijn gered. Ondertussen moet Vuurhart op zoek om geheimen te ontdekken. Wat is er precies gebeurt tijdens een gevecht lang geleden? Is Tijgerklauw, de commandant van de Donderclan, wel betrouwbaar? Op zoek naar deze geheimen ontdekt Vuurhart ook dingen die hij misschien beter niet had kunnen weten. Zijn positie in de clan komt in gevaar. Kan hij wel blijven?

### Deel 4
Tijgerklauw is uit de clan gezet vanwege verraad. Vuurhart wordt, ondanks zijn jonge leeftijd, de nieuwe commandant. Hij heeft zijn poten vol aan nieuwe leerlingen, waaronder zijn eigen neefje. Daarnaast maakt hij zich grote zorgen om Blauwster. Zijn leidster lijkt gebroken te zijn door het verraad van Tijgerklauw. Ze is niet meer haar redelijke zelf, maar ziet overal samenzweringen en verraad. Ondertussen komen er steeds meer conflicten met andere clans... 

### Deel 5
Tijgerklauw is terug van weggeweest. Hij is nu leider van de Schaduwclan. In eerste instantie lijkt dat geen ramp. Maar dan komen er loslopende honden in het bos. Grote, woeste honden waar geen kat tegenop kan. En... ze worden recht naar het Donderclankamp geleid! Kan Vuurhart deze bedreiging het hoofd bieden?

### Deel 6
Blauwster is gestorven tijdens de aanval van de honden op het kamp. Daardoor is Vuurhart onverwacht de nieuwe leider geworden van de Donderclan. Ondertussen heeft Tijgerklauw de Schaduwclan en de Rivierclan samengevoegd tot een flinke strijdmacht. Samen met katten uit de stad vormt hij een enorme bedreiging. Hij wil het hele bos onder zijn beheer brengen. Het is maar de vraag of Windclan en Donderclan hier tegenop kunnen.

### De Nieuwe Profetie
Er ontstaat grote rampspoed voor de Clans. Vier uitverkoren katten (met twee katten die niet echt mee hoefden) worden op een gevaarlijke missie gestuurd om uit te zoeken hoe ze de Clans moeten redden. Ze moeten naar Middernacht. De katten die met de voorspelling te maken hebben zijn Braamklauw (DonderClan), Taanpels (SchaduwClan), Kraaipoot (WindClan) en Vederstaart (RivierClan). De andere twee katten heten Stormvacht (RivierClan) en Kwikpoot (DonderClan). Terwijl zij op reis zijn is de ondergang al begonnen in het woud. Op hun aankomst (De Zinkende Zonplaats) ontdekken de katten dat Middernacht een das is en zij vertelt de katten wat ze moeten doen als ze thuis komen en waar ze ongeveer naar toe moeten. Kraaipoot wordt verliefd op Vederstaart die hem vertrouwen geeft om bij de groep te horen. Ze komen aan bij katten die wel heel vreemde gewoontes hebben. Diezelfde katten blijken veel interesse te hebben in Stormvacht. Ze houden hem gevangen omdat hun denken dat hij degene is die de zogenaamde 'profetie' moet volbrengen om hun te redden. Terwijl ze bij de stamkatten blijven, gebeurt er iets wat hun levens voorgoed zal veranderen. Daarin geeft Vederstaart haar leven voor de Stam der Waterstromen (dus zij was degene die de profetie moest volbrengen) door het doden van de bergleeuw, Scherptand. Na een lange vermoeiende tocht komen ze terug aan bij het woud. De Donderclan is er niet meer op hun oude plek en er worden katten gevangen gehouden door tweebenen. Als ze ontsnapt zijn verzamelen alle Clans zich en gaan op reis naar hun nieuwe territorium. Daar wachten ze op een teken van de SterrenClan en dat krijgen ze. 
Onderweg verlaat Stormvacht de Clans omdat hij verliefd is geworden op Beek, een Stamkat. Vuurster (leider van de Donderclan) rouwt om Grijsstreep (die gevangen is genomen door de tweebenen), maar er komt spanning in de WindClan na de dood van Langster. Modderklauw dreigt tot het uiterste te gaan om de nieuwe leider te worden. Vlak voor zijn dood zegt Langster dat hij Modderklauw toch niet zo'n geschikte leider vond, en hij benoemt Eensnor tot zijn commandant. Dan sterft hij en wordt Eensnor leider van de WindClan. Alle Clans hebben intussen een territorium en een kamp gevonden. Ze zijn nu bezig om het tot een echt kamp te maken. Middernacht vertelt dat een groep dassen de Clans wil vermorzelen. Dan wordt de Donderclan aangevallen door de dassen en daarbij wordt Sintelvel ( De medicijnkat van Donderclan) gedood. Loofpoel wordt medicijnkat van de DonderClan. Havikwind (halfbroer van Braamklauw en Taanpels) leidt de DonderClanleider in een vossenval in hun territorium. Braamklauw vindt hem en twijfelt eerst of hij Vuurster (de DonderClanleider) wil bevrijden. Dat doet hij uiteindelijk wel en daarbij sterft Havikwind. Eindelijk vrede in het woud.

### De Macht van Drie
Gaaikit (hij is helemaal blind), zijn broertje Leeuwkit en zijn zusje Hulstkit, zijn bijna zes manen oud. Ze staan te trappelen om leerling te worden en ze vinden het dan ook niet eerlijk dat ze nog moeten wachten door dit ongeval:  wanneer Doornklauw meldt dat er een dode moedervos in hun territorium ligt, stuurt Vuurster meteen patrouilles uit. Als de vossenjongen nog klein zijn, moeten ze gedood worden, anders worden ze verjaagd. Wanneer de patrouilles weg zijn, besluiten Gaaikit, Leeuwkit en Hulstkit om zelf op zoek te gaan naar de vossenjongen. Ze glippen het kamp uit en ontdekken al snel het hol. Echter, wanneer ze erin kruipen, blijken de vossenjongen veel groter dan verwacht. Een van de jongen zit Gaaikit achterna. Die probeert wanhopig aan het vossenjong te ontsnappen. Hij vlucht door het bos, tot hij opeens over de rand van de holte stort. Hij maakt dan voor het eerst in zijn leven contact maakt met de Sterrenclan. De drie kittens worden weer teruggebracht door een patrouille. Wanneer Loofpoel, de medicijnkat, Gaaikit verzorgt, raakt Hulstkit oprecht geïnteresseerd in het gebruik van kruiden en het samendromen met de SterrenClan. Later wordt zij dan ook de leerlingmedicijnkat, tot lichte tegenzin van Loofpoel. Gaaikit, nu Gaaipoot, is enorm opgelucht dat hij leerlingkrijger kan worden. Maar Hulstkit, nu Hulstpoot, blijkt niet zo goed te zijn in het gebruik van kruiden, alhoewel ze erg haar best doet. Er blijkt maar één oplossing te zijn: Gaaipoot moet leerlingmedicijnkat worden. Als Gaaipoot eenmaal leerling medicijnkat is ontdekt hij dat hij in het verleden en in de toekomst kan kijken. Hij werkt hard en op een dag komt hij een geheimzinnige stok tegen. Die bleek eigendom te zijn van de oude kat Rots. Ondertussen is Leeuwpoot helemaal verliefd op Heidepoot, een WindClanleerling. Heidepoot ontdekt tunnels die naar elkaars territorium lopen, met in het midden van de tunnel een grote grot. Daar ontmoeten Heidepoot en Leeuwpoot elkaar. Wanneer er kittens van de WindClan zijn verdwenen blijken ze in de tunnels te zitten. Briespoot, Leeuwpoot, Hulstpoot, Heidepoot en Gaaipoot redden de kittens uit de tunnels. Hierna storten de tunnels in.
De Stam der Waterstromen heeft de hulp van de Clans nodig omdat er indringers in hun territorium jagen. Taanpels, Braamklauw, Kwiklicht, Kraaiveder, Stormvacht, Beek, Briespoot, Hulstpoot, Leeuwpoot en Gaaipoot reizen naar de bergen om de Stam te helpen. En met succes! Ze verjagen de indringers en keren veilig terug naar huis. Stormvacht en Beek blijven bij de Stam wonen.

### Teken van de Sterren
Een profetie voorspelt dat drie katten die verwanten zijn van Vuurster de leider van de DonderClan de macht van de sterren zullen krijgen. Gaaiveder en Leeuwvlam weten al zeker dat zij twee van die katten zijn. Maar wie zal de derde zijn? Nu Leeuwvlam en Gaaiveder weten dat Hulstloof niet de derde is van de drie vragen ze zich af wie de derde is. Intussen komt een verwant van Vuurster genaamd Duifpoot erachter dat ze speciale krachten bezit. Haar krachten zijn namelijk dat ze kan zien, horen en ruiken bij plekken waar ze niet staat. Ze krijgt ook van haar krijgsvoorouder Geeltand een teken. Waar ze helaas helemaal niks van begrijpt. Precies op dat moment komen er veel moeilijkheden tussen de vier clans: Het meer droogt bijna helemaal uit en alle clans hebben dorst. Duifpoot kan zien waar het aan ligt door haar krachten en zegt het tegen haar clan. Haar clangenoten geloven haar helemaal niet en denken dat ze in de war is maar dat is natuurlijk niet zo. Leeuwvlam, die inmiddels al weet dat ze een van De Drie is gelooft haar natuurlijk en probeert Vuurster over te halen en dat lukt. Tijdens een grote vergadering probeert Vuurster de clanleiders over te halen en dat lukt. Maar dan wel met een discussie met de leider van de Rivierclan Luipaardster. Iedere clan stuurt een paar krijgers naar de plek waar Duifpoot het had gezegd. Ondertussen worden er katten getraind in hun dromen door Het Duistere Woud, waaronder Lindepoot, Duifpoots zus. Tijgerhart (Zoon van Taanpels) en Duifpoot groeien ook steeds dichter bij elkaar en ontmoeten elkaar stiekem in de nacht. Wanneer Sintelhart erachter komt dat Leeuwvlam speciale krachten heeft, denkt ze dat ze niet meer samen kunnen zijn. Later zakt Vlamstaart (Tijgerharts broer) door het ijs, Gaaiveder probeert haar nog te redden, maar dat mislukte en iedereen (vooral Dauwpels) denkt dat hij haar heeft gedood. Gaaiveder en Leeuwvlam ontdekken dat hun zus Hulstloof nog leeft. Wanneer Sol terugkeert naar de Clans overtuigd hij Eenster om de Donderclan aan te vallen via de tunnels, Hulstloof helpt de Donderclan. Het Duistere Woud valt de Clans aan na een lange tijd te hebben getraind. Tijdens het gevecht komen de Sterrenclankatten de Clans helpen, maar er waren veel doden waaronder: Spikkelblad, Varenwolk, Hulstloof… Vuurster doodt Tijgersters geest, maar sterft uiteindelijk zelf. Braamster wordt de nieuwe leider van de Donderclan met Kwiklicht als Commandant.

### Het Ontstaan van de Clans
In de bergen verhongeren de stamkatten en sommigen besluiten te vertrekken om een beter huis te zoeken. Deze katten, onder leiding van Donker Mos, gaan op zoek naar een plek waar ze zich permanent kunnen vestigen. Nadat Donker Mos sterft nadat hij door een monster is geraakt, neemt Grote Schaduw zijn plaats in en komt de groep uiteindelijk aan bij een hei. Ze ontmoeten Wind en Doorn, die zich later bij de groep voegen. Al snel vertrekt Heldere Hemel met een paar katten naar het nabijgelegen bos. Daar wordt hij verliefd op een eenling genaamd Storm. Spitse Piek, de broer van Heldere Hemel, valt uit een boom en verwondt zijn poot, en wordt verbannen uit het kamp van Heldere Hemel. Schildpadstaart verlaat de hei om een poesiepoes te worden. Nadat zij heeft gezien hoe Heldere Hemel zijn andere broer, Grijze Vleugel, behandelt, vertrekt Storm. Ze bevalt in een instortend tweebeennest en sterft, Grijze Vleugel neemt haar enige overlevende kit, Donder, naar Heldere Hemel. Heldere Hemel besluit hem echter niet op te voeden, dus Grijze Vleugel brengt Donder naar het kamp van Grote Schaduw. Schildpadstaart keert terug naar de heide, zwanger van een poesiepoes genaamd Kater. Een brand woedt door het bos en Donder redt Heldere Hemel, en gaat daarna bij zijn vader wonen. Maanschaduw, de broer van Grote Shaduw, sterft aan brandwonden door de bosbrand, en Grote Schaduw laat Grijze Vleugel leider worden terwijl ze rouwt. Nadat Heldere Hemel Vorst heeft achtergelaten om te sterven omdat hij door blessures niet veel aan de groep kon bijdragen, vertrekt Donder met hem en gaat terug naar de hei. Een paar katten bezoeken Heldere Hemel om hem uit te nodigen voor een bijeenkomst tijdens volle maan om zijn obsessie met het beschermen van zijn grenzen te bespreken. De kits van Schildpadstaart, Musvacht, Kiezelhart en Uiloog worden ontvoerd door hun vader, Kater, die ze meeneemt naar zijn tweebeennest. Donder, Bliksemstaart en Rimpel Rivier redden ze, maar vinden ook Schildpadstaart dood op het Donderpad. Tijdens de ontmoeting begint Heldere Hemel een gevecht en doodt Verregende Bloem. Hij kan zichzelf echter niet dwingen zijn broer, Grijze Vleugel, te vermoorden en beëindigt de strijd. Geestkatten verschijnen en leren Heldere Hemel een les en vertellen de katten dat ze zich moeten verenigen of sterven en Heldere Hemel verontschuldigt zich. Dan voegt Kastanjevacht zich bij het kamp van Heldere Hemel en Dauw voegt zich bij Rimpel Rivier, en de katten gaan naar huis. Na de dood van 2 van haar kits maakt Wind Renner haar eigen groep op de hei. Een zwerfkat genaamd Eenoog en Kater sluiten zich aan bij de groep van Heldere Hemel. Wanneer Musvacht haar vader probeert te bezoeken, vermoordt Eenoog haar bijna, maar Kater krijgt zijn doodslag en Eenoog wordt verbannen uit de groep. Al snel jaagt Eenoog Heldere Hemel uit zijn kamp. Heldere Hemel zoekt zijn toevlucht op de hei. Ze bedenken een plan om Eenoog te doden. Ondertussen wordt Donder verliefd op een zwerfkat genaamd Sterbloem, die hem graag terug lijkt te vinden. Wanneer het gevecht met Eenoog komt, wordt onthuld dat Sterbloem de dochter van Eenoog is en Donder gebruikte om de groep te bespioneren. Niettemin wint Heldere Hemel en neemt het bos terug in. Als hij terugkeert, sterft Bloem aan een ziekte. Elke andere zieke kat, zowel uit het bos als uit de heide, wordt echter genezen met behulp van een plant genaamd de Vlammende Ster. Een paar manen later werpen de heidekatten stenen om te beslissen waar ze willen wonen. Heldere Hemel laat Sterbloem in zijn kamp wonen en na een tijdje worden ze vrienden. Donder, die ervoor koos om bij Heldere Hemel te wonen, vertrekt om zijn eigen groep in het bos te maken. Zachte regen, de moeder van Heldere Hemel, grijze Vleugel en Spitse Piek komt aan in het bos met Zonneschaduw. Zachte Regen is ziek en wanneer Heldere Hemel bekent wat hij allemaal heeft gedaan, verloochent ze hem. Vlak voordat ze sterft, vertelt ze Heldere Hemel dat ze hem vergeeft. Grijze Vleugel keert terug naar de hei. Later wordt Sterbloem, die zwanger is van Heldere Hemels kits, ontvoerd door Kras. Nadat alle groepen een plan hebben ontwikkeld en Sterbloem redden, baart ze Bloemdauw, Twijg en Bosfleur en begint ze de katten te trainen voor een gevecht met de groep van Kras. Verschillende katten worden gerekruteerd uit het kamp van Kras en ze sluiten zich aan bij de groepen. Bij en Sintel keren terug naar Kras, terwijl alle andere katten dubbele namen krijgen. Kras ontvoert een kit van Grijze Vleugel en Leivacht, Zwartoor, en laat hem achter op het Donderpad. Heldere Hemel redt de zoon van zijn broer en brengt hem terug naar Grijze Vleugel. Grijze Vleugel hernoemt Heldere Hemels groep naar HemelClan, Grote Schaduws groep naar SchaduwClan, Rimpel Riviers groep naar RivierClan, Wind Renners groep naar WindClan en Donders groep naar DonderClan, en sterft kort daarna.